# وليام هايد ولاستون
وليام هايد ولاستون (بالإنجليزية: William Hyde Wollaston)‏ كيميائي وفيزيائي إنكليزي (6 أغسطس 1766 _ 22 ديسمبر 1828).
أصبح وليام غنياً من خلال تطوير طريقية فيزيوكيميائية لاستخراج خام البلاتين بكميات كبيرة. كما اكتشف عنصر البلاديوم عام 1803 وعنصر الروديوم عام 1804.
حصل على الدكتوراه في الطب من جامعة كامبريدج عام 1793 ، وأثناء دراسته هناك، أصبح مهتما بالكيمياء ، والبلورات ، والمعادن والفيزياء ، وقد اكتشف آندرز غوستاف إيكبرغ التانتالوم سنة 1802، لكن أعلن وليام أنه التانتالوم هو نفسه عنصر نيوبيوم (والذي كان يعرف باسم كولومبيوم. لكن أثبت فيما بعد هينريتش روز عام 1846 بأنهم عنصرين مختلفين وأستبدل اسم الكولومبيوم بالنيوبيوم.
كما قام ولاستون بتنفيذ أعمال هامة في مجال الكهرباء. في عام 1801، الذي كان يقوم به تجربة تبين أن الكهرباء الناتجة من الاحتكاك مطابقة لتلك التي ينتجها عمود فلطائي. وخلال السنوات الأخيرة من حياته كان يقوم بتجارب كهربائية والتي كان من شأنها أن تمهد الطريق إلى التصميم النهائي للمحرك كهربائي. واندلع الجدل عندما شيد مايكل فاراداي أول محرك كهربائي، ونشرت نتائجه دون الاعتراف بأعمال ولاستون السابقة. كما اخترع البطارية الزنكية.
في عام 1793 انتخب ولاستون زميلًا بالجمعية الملكية، وصار أمينًا للجمعية بين عامي 1804 و1816، ثم رأسها لفترة وجيزة سنة 1820، وصار نائبًا لرئيسها بين عامي 1820 و1828.

## روابط خارجية
- وليام هايد ولاستون على موقع الموسوعة البريطانية (الإنجليزية)
- وليام هايد ولاستون على موقع إن إن دي بي (الإنجليزية)